# Anki
Anki je FOSS program pro učení založený na principu opakovacích kartiček. Používá se na studium cizího jazyka nebo odborných pojmů. Název vychází z japonského 暗記 (česky: zapamatování).
Anki je založený na systému opakování na základě křivek zapomínání. Software používá upravený algoritmus SM2, který byl původně vytvořen pro program SuperMemo. Od verze 23.10 Anki používá také algoritmus FSRS (z anglického "Free Spaced Repetion Schedule"), který slouží k optimálnějším rozestupům při opakování karet.

## Jak se software používá
Nejprve si uživatel vytvoří nový balíček karet, ty můžou mít dvě nebo více stran a může na nich být text, video, obrázek nebo zvuk. 
Při procvičování uživatel po otočení každé karty vybere jednu z uvedených možností, která popisuje, jak dobře danou otázku ovládá. (např. těžké – opakování do 6 minut, snadné – opakování za 4 dny). Časové údaje o opakování se u možností postupně mění, a to podle toho, kolikrát a jaké možnosti vypovídající o jeho schopnostech dříve označil. 

### Synchronizace
Anki nabízí možnost synchronizovat svoje data se serverem AnkiWeb, díky tomu je možné procvičovat své sady kartiček na více zařízeních.

### Pluginy
Software je možné rozšířit o více než 750 nejrůznějších Pluginů, většinou vyvíjené třetími stranami.

## Algoritmus
Algoritmus softwaru Anki je založený na algoritmech SM2 a FSRS a funguje na základě výběru z těchto odpovědí:
- Znovu
- Těžké
- Normální
- Snadné

### SM2
Na rozdíl od původního SM2 algoritmus v Anki nabízí místo 6 odpovědí (3 jako úspěch, 3 jako neúspěch) pouze 4 (3 jako úspěch, 1 jako neúspěch), kromě toho také výrazně zkracuje čas navrácení karty v případě neúspěchu a to někdy i z 1 dne na méně než 1 minutu.

### FSRS
Tento algoritmus se opírá o třísložkový model paměti. Ten tvrdí, že k popisu stavu paměti stačí 3 proměnné:
- vybavení – pravděpodobnost že si člověk vybaví danou informaci
- stabilita – čas, za který pravděpodobnost vybavení klesne ze 100 % na 90 %
- náročnost – složitost konkrétní informace[2]

## Verze pro mobily
- AnkiMobile pro iPhone, iPad a iPod Touch (placená)[6]
- AnkiWeb – volně dostupný web, lze využívat pluginy[3]
- AnkiDroids pro Android (neplacená)[7]